# ChemSpider
ChemSpider ist eine freie Datenbank chemischer Verbindungen. Sie wird unterhalten von der britischen Royal Society of Chemistry (RSC) mit dem Ziel, eine möglichst umfassende Sicht auf frei zugängliche chemische Information über eine einzige Suche zu ermöglichen. ChemSpider enthält 57 Millionen Strukturen mit damit assoziierten Eigenschaften und Informationen aus 570 Datenquellen (Stand August 2016). 
Die meisten Einträge stammen von Aurora Feinchemie, PubChem, Molport, AKos und eMolecules. Die für eine Struktur verfügbaren Informationen sind, falls verfügbar, in unterschiedlichen Kategorien strukturiert:
- Namen und Kennzeichner
- Eigenschaften
- Spektren
- Kristallographische Daten
- Fachpublikationen
- Anbieter
- Referenzen
- Patente
- MeSH-Klassifikationen
- Pharmakologische Daten

Darüber hinaus sind – wenn möglich – Quellen wie Wikipedia, weitere RSC-Datenbanken sowie Suchmaschinen wie Google direkt verlinkt.
Neben den üblichen Merkmalen zur Textsuche bietet ChemSpider eine Struktur- und Substruktursuche auf Basis von gezeichneten Strukturformeln an. Alternativ kann eine Struktur auch über eine Datei eingelesen werden.
ChemSpider legt großen Wert auf einen möglichst hohen Anteil überprüfter Information. Ähnlich einem Wiki bietet ChemSpider daher angemeldeten Nutzern zum Teil die Möglichkeit, die Korrektheit hinterlegter Informationen zu überprüfen und gegebenenfalls zu ergänzen.